# 불온통신 금지 사건
불온 통신 금지 사건(99헌마480)은 1998년 9월에 처음 발생한 사건으로 1999. 6. 15. '나우누리'에 개설되어 있는 '찬우물'이라는 동호회의 '속보란' 게시판에 "서해안 총격전, 어설프다 김대중!"이라는 제목의 글을 청구인 김선욱이 게시하였는데, '나우누리' 운영자가 같은 달 21. 정보통신부장관의 명령에 따라 위 게시물을 삭제하고 '나우누리' 이용을 1개월 중지시킨 것에서 비롯되었다.
청구인인 김선욱은 정보통신부장관의 위와 같은 명령의 근거조항인 전기통신사업법 제53조, 같은 법 제71조 제7호 및 같은 법 시행령 제16조가 청구인의 헌법상 보장된 표현의 자유, 학문과 예술의 자유를 침해하고, 적법절차 및 과잉금지의 원칙에 어긋나는 위헌조항이라고 주장하면서, 1999. 8. 11. 이 사건 헌법소원심판을 청구하면서 촉발된 사건이다. 이 사안은 위헌판결로 결정되어 심판대상인 조문은 삭제되었으나 현재 정보통신망 이용촉진 및 정보보호 등에 관한 법률로써 부활하여 불온통신과 같은맥락인 불법통신을 규제하여 논란의 여지가 남아있다.

## 사건의 개요 및 배경

### 사건의 개요
- 이 사건의 청구인 김선욱은 항공대학교 학생으로서, 1998. 9. 14.부터 주식회사 나우콤에서 운영하는 종합컴퓨터 통신망인 '나우누리'에 '이의제기'라는 이용자명(ID)으로 가입하여 컴퓨터 통신을 이용하여 왔다.
- 청구인은 1999. 6. 15. 위 '나우누리'에 개설되어 있는 '찬우물'이라는 동호회의 '속보란' 게시판에 "서해안 총격전, 어설프다 김대중!"이라는 제목의 글을 게시하였는데, '나우누리' 운영자가 같은 달 21. 정보통신부장관의 명령에 따라 위 게시물을 삭제하고 청구인에 대하여 '나우누리' 이용을 1개월 중지시켰다.
- 이에 청구인은 정보통신부장관의 위와 같은 명령의 근거조항인 전기통신사업법 제53조, 같은 법 제71조 제7호중 제53조 제3항 부분 및 같은 법 시행령 제16조가 청구인의 헌법상 보장된 표현의 자유, 학문과 예술의 자유를 침해하고, 적법 절차 및 과잉금지의 원칙에 어긋나는 위헌조항이라고 주장하면서, 1999. 8. 11. 이 사건 헌법소원심판을 청구하였다.

### 시대적 배경
- 개인용 컴퓨터를 통한 회원 상호간의 메시지와 데이터를 교환하고 호스트에 축적된 정보를 검색하거나 정보처리 서비스를 하는 PC통신 이 90년대 들어 보급화되었다.
- 정보통신윤리위원회는 전기통신사업법 제 53조의 2에 의거하여 1995년4월 13일 발족되었다.(현, 방송통신위원회)당시에 PC통신 서비스를 제공하던 천리안, 나우콤, 하이텔 등은 자체 심의 기구를 가지고 있었으나 전기통신사업법에 근거를 두고 정부의 사후검열의 합법성을 갖게 된 것이다. 정보통신윤리위원회의 설립취지는 건전한 정보 문화 창달로써, 정보통신 윤리에 대한 기본강령을 제시하고 전기통신회선을 통해 일반에게 공개되는 정보의 심의 및 시정요구, 정보의 건전화를 위한 대책 수립 등의 활동을 목적으로 하였다.
- 하지만 정보통신윤리위원회의 설립 초기부터 전화나 PC통신의 폐쇄권을 사실상 검찰이나 안기부에 넘겨줌으로써 통신비밀보호를 위협할 우려가 있다는 주장이 제기되었다. 당시 국민회의의 김영환의원은 “정보통신부의 시행령개정안중 정보수사기관장 등이 불온통신에 해당한다고 서면요청하는 경우 정보통신부장관이 통신의 거부. 정지. 제한조치를 할 수 있도록 한 규정은 검찰과 안기부 등 정보수사기관이 자의적이고 임의적인 판단으로 일반인의 통신서비스를 제한하거나 폐쇄할 수 있는 제도적 근거를 마련한 것"이라고 주장했다.
- 정보통신위원회의 소속되어 있는 사이버 경찰들은 사후검열인 정보검열을 통해 불온통신을 적발하고 그 사이트 포털 운영자에게 삭제명령 혹은 폐쇄명령을 할 수 있음으로써 PC통신에서의 심의, 시정조치를 취하였다.
- 1997년 7월 14일 정보통신부는 불법문건 게재자에 대한 이용정지기간의 기준을 정해 시행하기로 하였다. 이 기준에 의하면 정통부장관이 전기통신사업법 제53조(불온통신의 단속)에 의해 PC통신사업자에게 불온통신 취급제한을 명령, 불온통신 게재자에 대해 처음에는 1개월 동안, 2회 반복시에는 2개월간, 3회 위반할 때는 6개월간 ID(이용자번호) 사용을 정지할 수 있도록 했다.
- 사건의 배경이 되는 90년대는 PC통신의 이용자가 급격히 증가하면서 PC통신 게시판을 통한 정치적 유머와 비판이 다양하게 표출되던 때로서, 특히 90년대 후반에 들어서 총선과 대선을 앞두고 PC통신을 이용한 불법선거운동문제와 후보비방문제로 PC통신에서의 사후검열이 표현의 자유를 침해한다는 주장이 나오기 시작하였다.
- '민주사회를 위한 변호사모임'과 '진보통신단체연대' 등이 발간한 97 '정보통신검열백서'에서 ‘[[PC통신]] 이용자의 자기검열인식 현황’의 설문조사에서는 ‘자기가 게재한 글과 국가기관이나 통신회사로부터 직접 제재를 받은 경험이 있는가.’라는 물음에 조사대상자의 29.8%가 ‘그렇다’고 밝혔다. 즉, PC통신 이용자의 10명 중의 3명은 검열을 당한 적이 있으며,PC통신이 보급되기 이전의 없었던 정보통신상의 검열문제에 대한 PC이용자들의 인식이 생겨나기 시작하였던 시기이다.

### 심판의 대상 조문과 입법의 취지
1.헌법재판소 심판의 대상 조문
전기통신사업법 제53조(불온통신의 단속)
① 전기통신을 이용하는 자는 공공의 안녕질서 또는 미풍양속을 해하는 내용의 통신을 하여서는 아니된다.

②제1항의 규정에 의한 공공의 안녕질서 또는 미풍양속을 해하는 것으로 인정되는 통신의 대상 등은 대통령령으로 정한다.

③정보통신부장관은 제2항의 규정에 의한 통신에 대하여는 전기통신사업자로 하여금 그 취급을 거부, 정지 또는 제한하도록 명할 수 있다.

제71조(벌칙) 다음 각호의 1에 해당하는 자는 2년 이하의 징역 또는 2천만원 이하의 벌금에 처한다. 

7.제53조 제3항 또는 제55조의 규정에 의한 명령을 이행하지 아니한 자

같은 법 시행령 제16조(불온통신)법 제53조 제2항의 규정에 의한 공공의 안녕질서 또는 미풍양속을 해하는 것으로 인정되는 전기통신은
다음 각호와 같다.

1.범죄행위를 목적으로 하거나 범죄행위를 교사하는 내용의 전기통신 

2.반국가적 행위의 수행을 목적으로 하는 내용의 전기통신 

3.선량한 풍속 기타 사회질서를 해하는 내용의 전기통신

2. 전기통신사업법의 제안이유
- 현재의 전기통신사업법은 1983년 12월 30일에 공포된 공중전기통신사업법이 개정된 것으로 공중전기통신사업법은 전기통신법의 개편으로 전기통신법 중 공중전기통신사업의 경영과 이용에 관한 사항을 규정한 것이다.
- 심판의 대상이 되는 전기통신사업법은 정부에 의해 1991년 7월 10일에 제안되고 91년 8월 10일에 “전기통신사업법”으로 공포된 법률이다. 한국전기통신공사 및 체신부장관의 지정을 받은 전기통신사업자를 중심으로 경영되어온 전기통신사업에 경쟁원리를 도입함에 따라 전기통신사업자간의 적정한 경쟁의 확보 및 이용자의 보호에 관한 사항을 정하고, 기타 현행제도의 운영상 나타난 일부 미비점을 개선·보완하려는 것이 제안이유이다.

## 쟁점의 정리
1.법률의 형식상 쟁점
1. 공공의 안녕질서 또는 미풍양속을 해하는 내용의 통신을 금하는 전기통신사업법 제53조 제1항이 명확성의 원칙에 위배되는지 여부(적극)
2. 위 전기통신사업법 제53조 제1항이 과잉금지의 원칙에 위배되는지 여부(적극)
3. 공공의 안녕질서 또는 미풍양속을 해하는 것으로 인정되는 통신의 대상 등을 대통령령으로 정하도록 한 같은법 제53조 제2항이 포괄위임 입법금지원칙에 위배되는지 여부(적극)
4. 공공의 안녕질서 또는 미풍양속을 해하는 통신에 대하여는 정보통신부장관은 전기통신사업자로 하여금 그 취급을 거부, 정지 또는 제한하도록 명할 수 있도록 규정한 같은법 제53조 제3항 및 같은법 제53조의 제2항의 위임에 따라 공공의 안녕질서 또는 미풍양속을 해하는 것으로 인정되는 통신을 규정하는 같은법시행령 제16조가 위헌인지 여부(적극)

2.정보인권 및 표현의 자유에 관한 쟁점
1. 표현의 자유에 대한 법률적 제한의 한계
2. 정보소통의 권리에 대한 보장과 그 침해의 한계

## 판례의 내용 및 평석

### 적법요건에 관한 판단

#### 헌법재판소법 제68조 제1항의 헌법소원심판의 적법요건

##### 기본권 침해의 자기 관련성

###### 개념
- 헌법소원심판의 청구에서는 원칙적으로 청구인 자신이 직접 관련되어 있어야 한다. 공권력의 행사 또는 불행사의 간접적 ․ 사실적 또는 경제적인 이해관계에 있을 뿐인 제3자는 원칙적으로 헌법소원심판을 청구할 수 없다.[9]

###### 판례의 태도
- 헌법재판소는 본 사안에서 전기통신사업법 제71조 제7호는 ‘제53조 제3항의 규정에 의한 명령을 이행하지 아니한 자’는 2년 이하의 징역 또는 2천만원 이하의 벌금에 처한다고 규정하고 있는 바, 위 조항의 처벌대상은 청구인과 같은 전기통신이용자가 아니라 전기통신사업자임이 명백하다고 본다. 따라서 이 부분에 대한 심판청구는 전기통신사업자가 아닌 전기통신이용자가 한 것으로 자기관련성을 결여한 것으로서 부적법하다.

###### 판례에 대한 평석[10]
- 헌법재판소의 각하결정은 다음의 세 가지 논점에서 부당하다고 할 것이다.
- 첫째, 가상공간에서 불법적인 표현행위를 한 행위자(이용자)를 처벌하지 아니하고 사업자에게 책임을 묻고 있는 까닭(사업자책임부과의 법리)을 간과하고 있다는 점.
- 둘째 그러한 사업자에 대한 처벌조항(그것도 과잉처벌조항)이 존재하기 때문에 사업자들은 항시 상설적인 검열체제를 유지할 수밖에 없는 자기검열(self-censorship)을 하게 되므로 이용자들의 표현의 자유를 제한하게 되었다는점(자기검열 또는 사적 검문의 초래)
- 셋째 이미 동 사건에서 헌법재판소가 밝히듯이 ‘법 제53조 제3항에 대해서 이용자가 행정절차나 행정소송 등을 통해 권리구제를 받을 수 없기 때문에 예외적으로 헌법소원을 인정한다.’는 논리가 바로 제71조 제7호(제53조 제3항에 관한 부분)에 대하여도 그대로 적용될 수 있다는 점(논리의 모순)이다.
- 법 제71조 제7호 또한 법 제53조 제3항과 같이 비록 수규자는 전기통신사업자이지만 이 조항으로 인해 사업자들의 검열로 실질적으로는 전기통신이용자의 표현의 자유를 제한당할 수 있으므로 이에 대한 자기관련성을 인정하는 것이 타당한 것으로 보인다.

##### 기본권 침해의 직접성

###### 개념
- 직접성이라 함은, 공권력의 행사 또는 불행사가 청구인의 기본권을 직접 침해하여야 한다는 것이다. 헌법재판소는, 법률규정의 구체화를 위하여 하위규범의 시행을 예정하고 있는 경우, 직접성은 부인된다고 판시[11] 하였고, 법령을 집행하기 위한 구체적인 집행행위가 존재하는 경우에도 직접성은 부인[12] 된다고 하였다. 다만, 집행행위가 존재하는 경우라도 그 집행행위를 대상으로 하는 구제절차가 없거나 구제절차가 있더라도 구제의 기대가능성이 없고 단지 기본권침해를 당한 청구인에게 불필요한 우회적인 절차를 강요하는 것밖에 되지 않는 경우에는 법률에 대한 헌법소원이 가능하다[13] 고 하였다.

###### 판례의 태도
- 전기통신사업법 제53조 제1항, 제2항, 같은 법 시행령 제16조는 전기통신을 이용하는 자들에게 공공의 안녕질서 또는 미풍양속을 해하는 통신을 하지 말 것을 명하고 있다. 따라서, 전기통신이용자들은 어떠한 집행행위에 의하여 비로소 그러한 불온통신의 금지의무를 지게 되는 것이 아니라, 위 조항들 자체에 의하여 직접 위와 같은 의무를 부담하게 된다고 할 것이므로, 위 조항들은 기본권침해의 직접성의 요건을 갖춘 것으로 보아야 한다.
- 전기통신사업법 제53조 제3항은 정보통신부장관이 전기통신사업자로 하여금 불온통신의 취급을 거부, 정지 또는 제한하도록 명할 수 있다고 규정하고 있어, 이 조항으로 인한 기본권의 침해는 정보통신부장관의 명령이라는 집행행위를 매개로 하여 발생하게 된다. 그런데 실질적으로 표현의 자유를 규제받는 자는 청구인과 같은 이용자임에도 불구하고, 정보통신부장관의 명령의 상대방인 전기통신사업자가 아닌 제3자라는 이유로 행정소송의 제기를 통한 권리구제를 받지 못할 가능성이 있다.
- 그러므로 예외적으로 이 조항을 직접 헌법소원의 대상으로 삼을 수 있다고 봄이 상당하다.

###### 판례에 대한 평석[14]
- 행정소송의 원고적격과 관련하여 통설과 판례는 법적보호이익구제설의 입장에 서 있어서, “행정소송에서 원고는 행정처분에 의하여 직접 권리를 침해당한 자임을 보통으로 하나, 직접 권리의 침해를 당한 자가 아닐지라도 소송을 제기할 법률상의 이익을 가진 자는 그 행정처분의 효력을 다툴 수 있는”것으로 본다. 청구인의 정보통신망이용권은 헌법상의 통신의 자유와 정보화촉진기본법 등의 법률상 보호되는 이익임에 틀림없고, 이러한 청구인의 이익을 보호하기 위해 행정소송을 통한 심사가 헌법재판을 통한 구제보다 효율적이고 간편하므로 청구인은 권리구제를 받는 방법이 더욱 유리하다고 본다.

### 본안에 관한 판단

#### 전기통신사업법상의 불온통신 규제제도

##### 개념과 규제
- 전기통신사업법 제53조 제1항에 의하면, ‘불온통신’이라 함은 “공공의 안녕질서 또는 미풍양속을 해하는 내용의 통신”을 말한다.
- 그런데 같은 조 제2항은 공공의 안녕질서 또는 미풍양속을 해하는 것으로 인정되는 통신의 대상을 대통령령에 위임하고 있는 바, 같은 법 시행령 제16조는 구체적 내용으로 다음과 같은 세 가지 유형의 불온통신을 규정하고 있다.
- 즉, “1.범죄행위를 목적으로 하거나 범죄행위를 교사하는 내용의 전기통신, 2.반국가적 행위의 수행을 목적으로 하는 내용의 전기통신, 3.선량한 풍속 기타 사회질서를 해하는 내용의 전기통신”이 바로 그것이다.

##### 제도의 의미, 구조와 특징
- 종래 전통적인 전신, 전화 등의 통신은 통신의 비밀보장과 관련하여 전달되는 정보의 내용에 대한 개입은 원칙적으로 허용되지 아니하였다. 그러나 통신산업의 기술적 발전으로 전신, 전화 등이 사적인 커뮤니케이션을 담는 데 그치지 않고 불특정다수인에 대한 정보전달매체로서의 기능을 갖게 됨에 따라 그 영향력에 대한 규제가 불가피하게 되었다 하지 아니할 수 없다.
- 그리하여, 위와 같은 불온통신에 대한 정보통신부장관의 취급거부... 정지... 제한명령제도는 전통적인 통신수단인 유선전화 내지 무선전화를 통해 유통되는 정보뿐만 아니라, 이른바 피씨(PC)통신이나 인터넷 등 '온라인매체'를 통해서 유통되는 정보를 규제하는 주요수단으로 기능하고 있다.
- 이러한 불온통신 규제제도는 다음과 같은 구조와 특성을 지니고 있다.
- 첫째, 취급거부․정지․제한명령의 발동주체는 행정 권력인 ‘정보통신부장관’이라는 점이다. 즉 행정청의 처분에 의한 직접적인 내용규제가 가능하다는 것을 알 수 있다.
- 둘째, 취급거부․정지․제한 명령의 객체는 전기통신의 이용자가 아닌 전기통신사업을 수행하고 있는 ‘전기통신사업자’라는 점이다. 여기서 규제의 법적 구조가 정보통신부장관-전기통신사업자-전기통신이용자의 삼각구도로 짜여져 있어, 명령 및 처벌의 대상자는 전기통신사업자이지만, 그로 인하여 실질적으로 표현의 자유를 침해받는 자는 이용자가 된다.
- 셋째, 형식적으로는 표현의 자유에 대한 사후제한이지만, 이용자-사업자 및 사업자-정보통신부장관의 관계에 비추어 볼 때, 사업자는 정보통신부장관의 취급거부 등 명령이 없더라도 미리 사용약관 등에 의하여 이용자의 통신내용을 규제하고 이에 따라 이용자는 스스로 조심할 수밖에 없는, 실질적으로는 상시적인 자체 검열체계로 기능하기 쉽다.[15]

#### 표현의 자유의 제한법리
- 표현의 자유를 규제하는 입법에 있어서 이러한 명확성의 원칙은 특별히 중요한 의미를 지닌다. 무엇이 금지되는 표현인지가 불명확한 경우에, 자신이 행하고자 하는 표현이 규제의 대상이 아니라는 확신이 없는 기본권주체는 대체로 규제를 받을 것을 우려해서 표현행위를 스스로 억제하게 될 가능성이 높은 것이다. 그렇기 때문에 표현의 자유를 규제하는 법률은 규제되는 표현의 개념을 세밀하고 명확하게 규정할 것이 헌법적으로 요구된다(헌재 1998. 4. 30. 95헌가16, 판례집 10-1, 327, 342).

##### 명확성의 원칙
- 법률은 되도록 명확한 용어로 규정하여야 한다는 민주주의의 법치주의 원리. 법률은 명확한 용어로 규정함으로써 적용대상자에게 그 규제내용을 미리 알 수 있도록 공정한 고지를 하여 장래의 행동지침을 제공하고, 동시에 법집행자에게 객관적 판단지침을 주어 차별적이거나 자의적인 법해석을 예방할 수 있다(헌재 1992. 4. 28. 90헌바27등, 판례집 4, 255, 268-269).

##### 과잉금지원칙
- 표현의 자유의 경우에 과잉금지원칙은 위에서 본 명확성의 원칙과 밀접한 관련성을 지니고 있다. 불명확한 규범에 의하여 표현의 자유를 규제하게 되면 헌법상 보호받아야 할 표현까지 망라하여 필요 이상으로 과도하게 규제하게 되므로 과잉금지원칙과 조화할 수 없게 되는 것이다.

##### 포괄위임입법 금지의 원칙
- 위임입법은 입법기관인 국회가 아닌 다른 국가기관에 의한 법규의 정립을 총칭하는 것이며, 행정기관의 명령. 규칙의 제정(헌법 제75. 76. 95. 114조), 지방자치단체의 조례. 규칙의 제정(헌법 제117조), 대법원의 규칙의 제정(헌법 제108조), 헌법재판소의 규칙의 제정(헌법 제113조)등을 망라한다.
- 포괄위임입법이라 함은 법률에서 구체적으로 범위를 정하지 않고 포괄적으로 법률의 세부적 내용을 규정하도록 하위 규정에 위임한 것을 말한다. 이렇게 구체적으로 법률에 규정하지 않고 포괄적으로 위임입법을 하는 것을 금지하는 것을 "포괄위임입법금지의 원칙"이라고 한다.

#### 전기통신사업법 제53조 제1항의 위헌여부

##### 명확성원칙 위반여부

###### 판례의 태도
- 법 제53조 제1항은 불온통신을 “공공의 안녕질서 또는 미풍양속을 해하는 통신”으로 규정하고 이를 금지하고 있는 바, 여기서의 “공공의 안녕질서”는 위 헌법 제37조 제2항의 “국가의 안전보장 ․ 질서유지”와, “미풍양속”은 헌법 제21조 제4항의 “공중도덕이나 사회윤리”와 비교하여 볼 때 동어반복이라 해도 좋을 정도로 전혀 구체화되어 있지 않다.
- 즉 “불온통신”의 개념을 정하고 있는 것이 아니라 헌법상 기본권제한에 필요한 최소한의 요건 또는 헌법상 언론․출판의 자유의 한계를 그대로 법률에 옮겨 놓은 것에 불과할 정도로 그 의미가 불명확하고 추상적이다. 결론적으로 전기통신사업법 제53조 제1항은 규제되는 표현의 내용이 명확하지 아니하여 명확성의 원칙에 위배된다.

###### 판례에 대한 평석[16]
- 헌법재판소는 인터넷 사용의 초기 단계인 현재에 있어 정보통신윤리의 확립을 위해 어느 정도 정부차원의 규제가 필요한 실정인데도 명확성의 원리를 강조하여, 규제의 가능성을 원천봉쇄하고 언론의 사회적 책임을 고려하지 못하고 있다. 또한, 법률조항에 있어서의 “공공의 안녕질서”, “미풍양속”의 개념은 다른 법률[17]에도 자주 발견되는 개념이며, 이를 위반하는 경우에 즉시 형사적 처벌을 유발시키는 것이 아니라 먼저 행정적 규제의 대상이 되는 경우에 사용된다는 점에서 본 심판조항은 명확성의 원칙에 위배되지 않는다고 본다.

##### 과잉금지원칙 위반여부

###### 판례의 태도
- 전기통신사업법 제53조는 “공공의 안녕질서 또는 미풍양속을 해하는”이라는 불온통신의 개념을 전제로 하여 규제를 가하는 것으로서 불온통신 개념의 모호성, 추상성, 포괄성으로 인하여 규제되지 않아야 할 표현까지 다함께 규제하게 되어 과잉금지원칙에 어긋난다.
- 그리고 민주주의에서 어떤 표현이나 정보의 가치 유무, 해악성 유무를 국가가 1차적으로 재단해서는 안되고 시민사회의 자기교정기능, 사상과 의견의 경쟁메커니즘에 맡겨야 한다.
- 마지막으로 불온통신 규제의 주된 대상이 되는 매체의 하나는 인터넷이다. 인터넷은 공중파방송과 달리 “가장 참여적인 시장”, “표현촉진적인 매체”이다. 공중파방송은 전파자원의 희소성, 방송의 침투성, 정보수용자 측의 통제능력의 결여와 같은 특성으로 인하여 그 공적 책임과 공익성이 강조되어, 인쇄매체에서는 볼 수 없는 강한 규제조치가 정당화되기도 한다.
- 그러나 인터넷은 위와 같은 방송의 특성이 없으며, 오히려 진입장벽이 낮고, 표현의 쌍방향성이 보장되며, 그 이용에 적극적이고 계획적인 행동이 필요하다는 특성을 지닌다. 오늘날 가장 거대하고, 주요한 표현매체의 하나로 자리를 굳힌 인터넷상의 표현에 대하여 질서위주의 사고만으로 규제하려고 할 경우 표현의 자유의 발전에 큰 장애를 초래할 수 있다.

###### 판례에 대한 평석[18]
- 헌법재판소는 정부에 의한 언론의 내용규제를 철저하게 배제하여야 한다는 ‘사상의 자유시장’이론에 입각해 있다. 이러한 이 이론은 언론의 경우에도 언론기업의 자유경쟁을 전제로 하여 공개적인 경쟁과정에서 일정한 기업은 도태될 수밖에 없다는 주장이다. 이에 언론기업에 대한 국가적인 간섭과 개입은 원칙적으로 허용될 수 없으며, 다만 자율시장 메커니즘이 제대로 기능할 수 있도록 기초적 토양을 제공하는 최소한의 개입에 그쳐야 한다는 것이다.
- 언론의 자유 못지않게 언론의 사회적 책임을 강조하는 현행 우리 헌법 제21조 제4항의 취지를 고려해 본다면, 인터넷이라는 뉴미디어와 신생매체에 대한 규제는 단순히 자유방임적 태도를 견지할 수 없다고 본다. 우리 헌법은 표현의 자유의 역기능을 막기 위해 제21조 제4항 규정을 두어 언론의 자유로 인해 타인의 명예나 권리 또는 공중도덕이나 사회윤리를 침해되지 않도록 하고 있다. 이러한 입장은 미국적인 경향이기보다는 독일의 헌법이념에 기초하고 있다고 볼 수 있다.
- 우리 헌법이 추구하는 언론의 자유는 사상의 자유를 절대시하는 미국식 이론보다는 침해받은 타인의 인격권과 사회도덕을 함께 이익 형량 하는 규범 조화적 보는 것이 타당할 것이다.

#### 전기통신사업법 제53조 제2항의 위헌여부

##### 포괄위임입법금지의 원칙 위반여부

###### 판례의 태도
- 위임의 구체성과 명확성의 요구 정도는 규제 대상의 종류와 성격에 따라 달라지는바, 기본권침해영역에서는 급부영역에서보다 구체성의 요구가 강화되고, 특히 이 사건에서와 같이 표현의 자유를 내용에 의하여 규제하고 이에 불응할 경우에는 형사처벌이 가해지는 경우에는 구체성의 요구가 더욱 강화된다고 할 것이다.
- 그런데 위에서 본 바와 같이 "공공의 안녕질서"나 "미풍양속"의 개념은 대단히 추상적이고 불명확하여, 수범자인 국민으로 하여금 어떤 내용들이 대통령령에 정하여질지 그 기준과 대강을 예측할 수도 없게 되어 있다.
- 나아가 전기통신사업법 제53조 제2항은 헌법 제37조 제2항에 의하여 "국가의 안전보장, 질서유지 또는 공공복리를 위해 필요한 경우" 또는 "공중도덕이나 사회윤리를 침해하는 것"으로서 "법률"로써 구체화하여야 할 것을 법률에 의하여는 전혀 구체화하지 아니한 채 전적으로 행정입법에 맡겨놓은 결과를 초래하였는바, 이는 국민의 자유나 권리를 제한하는 행정작용의 경우 적어도 그 제한의 본질적인 사항에 관한 한 국회가 제정하는 법률에 근거를 두는 것만으로 충분한 것이 아니라 국회가 직접 결정함으로써 실질에 있어서도 법률에 의한 규율이 되도록 하여야 한다는 요구(헌재 1999. 5. 27. 98헌바70 판례집 11-1, 633, 644)에도 반한다고 본다.
- 결론적으로 전기통신사업법 제53조 제2항은 대통령령에 규정될 불온통신의 내용 및 범위를 예측할 수 있도록 구체적이고 명확하게 위임하고 있지 않아 포괄위임금지원칙에 위배된다.

#### 전기통신사업법 제53조 제3항의 위헌여부

##### 적법절차의 원칙 위반여부

###### 판례의 태도
- 위에서 본 바와 같이 전기통신사업법 제53조 제1항과 제2항이 헌법에 위반되므로 위 조항들을 전제로 하는 전기통신사업법 제53조 제3항 또한 더 나아가 살필 필요 없이 위헌이라 할 것인바, 아울러 위 조항에 의한 정보통신부장관의 취급거부․정지․제한 명령 제도는 실질적인 피규제자인 전기통신이용자에게 의견진술권이 전혀 보장되어 있지 아니한 점에서 적법절차원칙에도 위배될 소지가 있다
- 나아가 위 취급거부․정지․제한에 이용자명(ID)의 사용금지 또는 사이트폐쇄까지 포함하는 것으로 해석한다면 이용자가 당해 사이트를 통하여 다른 적법한 정보를 유통하는 것까지 불가능하게 한다는 점에서 과잉금지원칙에 위반될 소지가 많음을 지적하여 둔다.

#### 전기통신사업법시행령 제16조의 위헌성
- 위에서 본 바와 같이 전기통신사업법 제53조 제2항이 헌법에 위반되므로 이를 근거로 한 전기통신사업법시행령 제16조 또한 더 나아가 살필 것 없이 위헌이라 할 것이다.

### 결론
- 따라서, 전기통신사업법 제53조, 같은 법 시행령 제16조는 청구인의 표현의 자유를 침해하는 것으로서 헌법에 위반되고, 같은 법 제71조 제7호 중 제53조 제3항 부분에 대한 심판청구는 부적법하므로 이를 각하하기로 하여 주문과 같이 결정한다. 이 결정은재판관 3인의 반대의견이 있는 외에는 나머지 재판관 저원의 일치된 의견에 의한 것이다.

### 반대의견
- 우리는 이 사건 심판청구 중 각하되는 부분에 대하여는 다수의견과 견해를 같이 하나, 전기통신사업법 제53조 및 같은 법 시행령 제16조 제1호는 헌법에 위반되지 아니하여 그 심판청구를 기각해야 하고, 같은 법 시행령 제16조 제2호, 제3호는 명확성의 원칙을 위반하여 표현의 자유를 침해하는 것으로서 헌법에 위반된다고 보아 다수의견과 견해를 달리하므로, 이에 반대의견을 밝히는 바이다

## 표현의 자유와 정보인권

#### 표현의 자유와 법률적 규제의 한계
- 표현의 자유를 규제하는 입법에 있어서 이러한 명확성의 원칙은 특별히 중요한 의미를 지닌다. 현대 민주사회에서 표현의 자유가 국민주권주의의 이념의 실현에 불가결한 존재인 점에 비추어 볼 때, 불명확한 규범에 의한 표현의 자유의 규제는 헌법상 보호받는 표현에 대한 위축적 효과를 수반하고, 그로 인해 다양한 의견, 견해, 사상의 표출을 가능케 하여 이러한 표현들이 상호 검증을 거치도록 한다는 표현의 자유의 본래의 기능을 상실케 한다. 즉, 무엇이 금지되는 표현인지가 불명확한 경우에, 자신이 행하고자 하는 표현이 규제의 대상이 아니라는 확신이 없는 기본권주체는 대체로 규제를 받을 것을 우려해서 표현행위를 스스로 억제하게 될 가능성이 높은 것이다. 그렇기 때문에 표현의 자유를 규제하는 법률은 규제되는 표현의 개념을 세밀하고 명확하게 규정할 것이 헌법적으로 요구된다(헌재 1998. 4. 30. 95헌가16, 판례집 10-1, 327, 342).

#### 정보소통의 권리에 대한 보장과 그 침해의 한계
- 정보통신부장관은 헌법에 유사한 개념이 사용되고 있다는 점을 들어 명확성의 원칙에 위배되지 않는다고 주장하나, 직접 국민의 자유와 권리를 제한하는 법률에서 헌법상의 개념이나 그와 같은 정도로 추상적인 개념을 그대로 사용하는 것이 정당화될 수는 없다.
- 표현의 자유를 위축시키지 않게 명확하면서도, 진정한 불온통신을 효과적으로 규제할 수 있도록 입법한다는 것은 쉬운 일이 아닐 것이다. 그러나 규제대상이 다양하다 하더라도, 개별화, 유형화를 통한 명확성의 추구를 포기하여서는 아니되고, 부득이한 경우 국가는 표현규제의 과잉보다는 오히려 규제의 부족을 선택하여야 할 것이다. 해악이 명백히 검증된 것이 아닌 표현을 규제하는 것은 득보다 실이 크다고 보는 것이 표현의 자유의 본질이기 때문이다.
- 예를 들어 청소년유해매체물은 청소년보호를 위해 그 유통, 관리를 규제하는 매체물이다. 여기에는 성인에게도 금지되는 음란물 같은 불법표현물도 포함될 수 있지만, 성인에게는 접근이 허용될 수 있지만 청소년에게만 금지되는 표현물도 포함되어 있다.
- 그런데 "공공의 안녕질서 또는 미풍양속" 개념의 포괄성으로 말미암아 청소년에 대한 접근만 금지하여도 족할 표현물도 불온통신에 해당되어 규제받게 된다. 예를 들어 성적인 욕구를 자극하는 선정적인 표현물은 청소년의 접근으로부터는 차단할 필요가 있다 하더라도(청소년보호법 제10조 제1항 제1호 참조), 그것이 음란물에 이르지 않는 한 성인에 의한 표현과 접근까지 금지할 이유는 없는 것이다. 그럼에도 불구하고 그러한 표현물들도 "미풍양속"에 반하는 불온통신이라 하여 규제받을 수 있게 된다. 따라서 정보인권의 보호를 위해서 법률에 대한 제재의 대상을 명확히 해야 하는 것이다.

## 판결 이후의 입법의 변천과정
| 연도                      | 내 용 |
| ------------------------- | --- |
| 1991년(제정)              | 전기통신기술의 급속한 발전에 따라 통신환경변화에 효율적으로 대응하기 위하여 전기통신사업법 제정                                          |
| 1996년(1차개정)           | 규제의 주체를 체신부 장관에서 정보통신부장관으로 변경                                                                                    |
| 2002.12.26 (2차 전문개정) | 판례 이 후 불온통신에서 불법통신으로 바꾸며, 규제의 내용에 대하여 좀 더 명확하고 분명하게 표시                                           |
| 2007. 1. 3 (3차 개정)     | 내용의 변화는 없음 (「」추가) |
| 2007. 1. 26 (삭제)        | 규정을 정비하고 현행 법률의 미비점을 개선한다는 이유로 「정보통신망 이용촉진 및 정보보호 등에 관한 법률」로 이관됨에 따라 동 조항을 삭제 |

1. 제정 1991
전기통신기술의 급속한 발전과 전기통신역무 수요의 다양화등에 따른 통신환경변화에 효율적으로 대비하기 위하여 전기통신사업에 경쟁원리를 도입함으로써 국내통신사업의 육성·발전 및 대외경쟁력을 높이는 한편, 전기 통신사업자간에 적정한 경쟁이 확보될 수 있도록 관련사항을 정비·보완하고 전기통신사업에 관한 사항은 이를 전기통신사업법에서 일괄적으로 규정하도록 하여 전기통신에 관한 기본법과 사업법간의 법률체계를 정비하기 위하여 제정하였다.
2. 개정 1996년
1996년 1차 개정이 이루어지며, 규제의 주체를 체신부장관에서 정보통신부장관으로 변경이 이루어졌다.
3. 2002년 12.26 전문개정
판례 이 후 불온통신에서 불법통신의 금지로 명확하게 바꾸며, 불법통신에 해당하는 행위를 각 호로 나누어 구체적으로 정하였으며, 대통령령으로 정하여 포괄적 위임을 하던 이전 법률체제에 정보통신부장관으로 정하여, 규제의 내용 뿐만 아니라 규제의 주체 또한 구체적으로 정하였다.
4. 2007. 1. 26. => 53조 삭제 정보통신망 이용촉진 및 정보보호 등에 관한 법률로 이관
통신위원회의 금지행위 위반에 대한 사실조사시 자료·물건의 일시보관 제도를 도입하여 이용자 보호를 위한 통신위원회 조치의 실효성을 담보하고, 요금 감면 범위에 대한 위임 규정 명확화 등 재량행위 투명화를 위한 규정을 정비하는 등 현행 제도의 운영상 나타난 일부 미비점을 개선·보완하는 이외에 불법통신의 금지 등(제53조), 정보통신윤리위원회(제53조의2) 규정이 「정보통신망 이용촉진 및 정보보호 등에 관한 법률」로 이관됨에 따라 동 조항을 삭제 한다.
5. 현재 아래 법령으로 불법통신에 대하여 규제 중이다. (2008. 6. 13 전문개정)
정보통신망 이용촉진 및 정보보호 등에 관한 법률 제44조의7 (불법정보의 유통금지 등)

## 판결 이후의 언론의 반응
1.헌법재판소 판결 직후(2002년)

2002년 헌재는 결정이유 요지를 통해 공공질서의 안녕질서, 미풍양속은 매우 추상적인 개념이라고 보았다. 때문에 이에 대한 판단은 사람마다의 가치관, 윤리관에 따라 크게 달라질 수밖에 없기 때문에 법 집행자의 통상적 해석을 통하여 그 의미 내용을 객관적으로 확정하기 어렵다며 위헌 판결을 내렸다.
-소송을 진행했던 김기중 변호사의 인터뷰 중
앞으로 인터넷에서 표현의 자유가 확장되리라 기대해도 좋은가
"장기적으로는 그럴 것이지만, 향후 개정되는 법률이 합리성을 지닌다는 전제에서 그렇다. 또다른 규제입법시도가 예상되며 얼굴만 바꾼 동일한 규제시도가 성공한다면 오히려 표현의 자유 확대가 무산될 수도 있다. 무엇보다 정부가 올해 안으로 법 개정을 할 것을 촉구하며, 담당부처인 정보통신부가 어떤 반응을 보일지 예의주시하겠다....중략....관련 법 개정이 필연적임을 전제할 때 합리적인 대안을 마련하는 일이 시급하다. 인터넷내용규제시스템을 합리적으로 만들도록 신중하게 접근해야 한다.“
2.정보통신망법으로 부활(2007년)

2007년 2007년 전기통신사업법에서 불온통신이란 말이 사라진 대신 같은 날 다른 법인 정보통신망법(44조의 7)으로 부활했다. 이에 대한 의견으로는 눈 가리고 아웅식의 말바꾸기 개정이라는 비판이 지배적이다.
-당시에 신문에 난 기사 내용 발췌
헌재 판결이후 우리사회에서 인터넷 검열을 둘러싼 논란은 사라졌을까.
정보통신망법의 규정에 따라 포털들이 법원 판단이 있기 전이라도 논란되는 글을 임의차단해서 못보게 하면 나중에 손해배상책임에서 경감되기 때문에 인터넷 상의 까페나 글을 삭제하는 일이 가능하다. 또한 행정부의 삭제명령권에 대한 논란도 여전하다. 정통부가 관련법을 들어 13개 시민사회단체 홈페이지 게시판에 있는 북한 관련 게시물을 삭제하라고 명령하자 관련단체가 불복하는 등 비판이 거세지고 있다. 이런 일이 생긴 것은 헌재 판결이후
▲ '불온통신'이 '불법통신(이하 정보통신망법)'으로
▲ '전기통신사업법'이 '정보통신망 이용촉진 및 정보보호 등에 관한 법률'로 바뀐 것 외에, 유사한 법규정이 남아있기 때문이다.
헌재 판결 이후 같은 해인 2002년 12월 26일 정통부가 낸 '전기통신사업법 개정안'을 통해 '불온통신'이 '불법통신'으로 바뀌었다. 귀에 걸었다가 코에 건 수준으로 바뀐 것이다.또한 그 후 2007년 1월 27일 전기통신사업법에선 '불온통신'이란 말까지 사라졌다. 하지만 같은 날 다른 법인 정보통신망법(44조의7)으로 부활했다.
김기중 변호사는 "당시 헌재 판결은 (법원 판단이 아닌 행정권으로) 표현의 자유를 제한하려는 법률규정은 명확해야 하고, 최소한이어야 한다는 것이었는데 잠깐 방심한 사이 불온통신이 불법통신으로 수정돼 남게 됐다"고 설명했다.그는 특히 정부가 불온이나 불법 여부를 판단하는 것 자체가 문제라기 보다는 "못하게 할 수는 없다"는 게 중요하다고 강조했다.사법부의 판단이 있기 전이라도 행정부가 불온이든 불법이든 자의적으로 판단할 수는 있겠지만, 관련 게시물을 삭제토록 명하는 것은 헌법에 위배되고 행정편의주의에 지나지 않는다는 설명이다....“.
3.전기통신기본법의 일부조항 폐지(2010년)

정부는 현재 ‘정보통신망 이용촉진 및 정보보호 등에 관한 법률’을 통해 인터넷에서의 ‘불법정보 유통’을 규제하고 있다.

△음란물 △명예훼손 △공포·불안감 조성 △청소년 유해물 △사행행위 △국가기밀 누설 △국가보안법 금지행위 등이 이로써 촘촘히 걸러진다.

정보내용의 ‘불법성’ 판단은 사법기관이 아니라 일개 행정기관에 불과한 방송통신심의위원회의 일방적 심의로 이뤄진다. 애초 이 법조항은 옛 전기통신사업법 제53조1항 ‘불온통신’ 규정에 뿌리를 두고 있다. 전기통신을 이용해 공공의 안녕질서 또는 미풍양속을 해하는 내용의 통신’을 해서는 안된다는 것이다. 하지만 헌재는 2002년 6월 “이런 식의 불온통신이라는 개념이 너무나 불명확하고 애매하다”며 해당 조항이 헌법에 어긋난다고 결정했다. 헌재 관계자는 30일 “공공 안녕질서에 단순히 유해하다는 이유로 표현행위를 금지시킨다면 반대·소수의견, 정부 정책에 반대하는 정치적표현 등은 차단되고 다양한 의견은 봉쇄된다는 것을 우려한 결정”이라고 설명했다. 최근 전기통신기본법 조항에 대한 위헌 결정과 동일한 취지다. 하지만 당시 정부는 꼼수를 부렸다. ‘불온통신’을 ‘불법통신’으로 바꾸고, 앞서 거론한 ‘타인 명예훼손 내용’, ‘불안감 유발’ 등 여전히 막연하고 모호한 표현이 담긴 9가지 규제행위를 나열하는 식으로 법을 바꿨다. 2007년에 이 조항은 정보통신망법으로 옮겨갔다.

헌재 관계자는 “정부나 정치권이 어떤 식으로든 ‘공익’이나 ‘허위 통신’ 내용을 구체화해 대체입법을 할 수는 있을 것”이라며 “하지만 거짓말의 유형을 하나하나 나열하는 것은 불가능하다. 게다가 ‘명백한 국가존립 위험 발생’으로 적용 대상을 좁히더라도 과연 이런 무시무시한 위험을 발생시킬 거짓말이 얼마나 되겠냐”고 반문했다. 법은 있어도 처벌할 대상이 없는 ‘과잉 입법’이 될 것이라는 분석이다.

## 정보통신의 자율규제 노력
한국인터넷자율정책기구(KISO)

- 한국인터넷자율정책기구(KISO)는 한국의 NHN, 다음, SK커뮤니케이션즈, 야후, KTH, 프리챌, 하나로드림, 7개 포털사를 회원으로 2009년 3월 출범한 단체로 인터넷 상에서의 명예훼손성 게시물의 처리정책을 수립하여 자율적으로 관리하는 임무를 가지고 있다.
- "국가기관은 명예훼손 포털에 삭제ㆍ임시조치 요청 못한다"

'KISO '처리의 제한' 원칙 - 국가기관 및 지방자치단체는 명예훼손과 관련 포털 사이트에 게시물 삭제나 임시조치(블라인드)를 요청할 수 없게 된다. 또 공인의 공적 업무와 관련된 내용은 명백한 허위사실이 아닌 한 명예훼손 대상이 아닌 것으로 간주된다. (2009.4.29 KISO 발표)
외국의 민간 자율규제
- 인터넷감시재단(IWF), 영국 - 아동 포르노 등 불법 콘텐츠 대응 기관으로 이용자가 인터넷상의 유해 콘텐츠를 신고하면 정부와 민간이 핫라인 운영을 통해 함께 규제한다..
- 인터넷권리포럼(FDI), 프랑스 -정부와 회원사들이 재정을 공동부담하는 기관으로 인터넷을 둘러싼 개인과 기업의 분쟁은 물론 전자상거래와 도메인 분쟁 등을 중재하고 인터넷 관련 정부 정책을 자문하고 대중에게 인터넷 관련 정보를 제공하는 역할을 담당한다.
- 인터넷서비스액세스제공협회(AFA), 프랑스 - 인터넷 서비스 및 망 사업자들을 아우르는 AFA는 회원사들이 지킬 원칙과 헌장을 만들어 이를 준수하게 하며 유해 콘텐츠 신고 기능을 갖고 있다.
- 인터넷산업 지침, 싱가포르 - 정부가 인터넷사업자에게 사업을 존속시킬 수 있는 면허를 부여함으로써 정부가 명령하는 행위를 이행하도록 하는 강력한 자율규제를 한다..
- FSM, 독일 - 1998년 인터넷 사업자들이 만든 민간기구로써 2003년 청소년보호법이 개정돼 인터넷 불법 콘텐츠 감시 권한을 이양받으며 법적 지위를 얻게 됐다. 자율 기구이되 정부의 관리를 받으며 청소년 유해물을 자율 규제하는 방식으로 문제 서비스를 신고하는 핫라인과 청정 사이트들을 소개하는 화이트리스트 구축 사업, 인터넷 리터러시 교육 등의 사업을 수행한다.
- 모바일콘텐츠 심사운용 감시기구(EMA), 일본 - 2008년 출범한 기구로써 인터넷 및 모바일 인터넷 관련 자율 규제를 담당하고 있다. 민간 자금에 의해 운용되며 내부 각 위원회에는 기업과 학계가 공동 참여한다. 청소년을 위한 유해 콘텐츠 필터링과 우수 사이트 인증 제도, 교육 서비스 등의 사업을 중점 추진한다.

## 참고 문헌
- 성기용, 명확성원칙에 관한 소고 -헌법재판소 99헌마480 결정을 중심으로, 법학논집 , 이화여자대학교 법학연구소, 2012.
- 이해완, 불온통신 규제와 표현의 자유 - 헌재 99헌마 480, 한국언론법학회 / 언론과 법, 2002.
- 황성기, 不穩通信規制와 表現의 自由: 헌재 2002. 6. 27. 99헌마480, 전기통신사업법 제53조 등 위헌확인사건의 평석과 개정 전기통신사업법 제53조에 대한 분석, 법무부 / 법조, 2003.

## 같이 보기
- 검열
- 표현의 자유
- 사상의 자유
- 명확성의 원칙
- 과잉금지의 원칙
- 언론법
- 미네르바 사건